# فيس إت
فيس إت (بالإنجليزية: FACEIT)‏ هي منصة رياضات إلكترونية تأسست في 2012 في لندن. أشرفت الشركة على بطولات عدّة ألعاب منها كاونتر سترايك: جلوبال أوفينسيف، وليغ أوف ليجيندز، وتوم كلانسيز رينبو سكس سيج، ودوتا 2، وتيم فورتريس 2.
في 26 يناير 2022، أُعلن عن استحواذ مجموعة سافي للألعاب الإلكترونية، وهي شركةٌ أطلقها صندوق الاستثمارات العامة السعودي، على شركة فيس إت وشركة إي إس إل للرياضات الإلكترونية. كجزءٍ من الاستحواذ، ستندمج الشركتان تحت اسم «مجموعة إي إس إل فيس إت» (بالإنجليزية: ESL FaceIt Group)‏.